# 弗蘭克爾鎮區 (阿肯色州懷特縣)
弗蘭克爾鎮區（英語：Francure Township）是位於美國阿肯色州懷特縣的一個行政鎮區。

## 地方資料
弗蘭克爾鎮區的面積為97.88平方千米，當中陸地面積為94.92平方千米，而水域面積為2.96平方千米。根據2010年美國人口普查的數據，當地共有人口225人，而人口密度為每平方千米2.3人。